# Cuius regio, eius religio
Cuius regio, eius religio (”wiens gebied, diens religie”), ook cuius regio, illius religio, is de Latijnse omschrijving van de rechtsregel waarnaar volgens de Godsdienstvrede van Augsburg (1555) in de diverse vooral Duitse staten van het Heilige Roomse Rijk moest worden gehandeld ten aanzien van de godsdienst. De landsvorst moest beslissen over de vraag of de katholieke dan wel de lutherse godsdienst in zijn gebied de heersende zou zijn. De onderdanen bezaten alleen het recht om desgewenst ongemoeid, zij het met verlies van hun onroerend goed, het land te verlaten en zich elders te vestigen.
Volgens de rechtsregel zoals die oorspronkelijk was geformuleerd was de gereformeerde godsdienst van Calvijn niet toegestaan; desalniettemin voerde Frederik III in de Palts toch het calvinisme in. Pas bij de Vrede van Westfalen van 1648 kwam de erkenning van een dergelijke mogelijkheid, met de bijkomende bepaling dat waar het calvinisme werd ingevoerd, ook de lutherse eredienst getolereerd moest worden. Voorts was het voortaan niet langer mogelijk dat de Rijksdag godsdienstige beslissingen nam bij eenvoudige meerderheid: er kwamen hiervoor aparte overlegstructuren voor protestanten en katholieken (Corpus Evangelicarum en Corpus Catholicarum).
Deze rechtsregel is vooral in Duitsland bepalend geweest voor de latere kerkelijke situatie.